# 2 Minutes to Midnight
Singles par Iron Maiden
The Trooper
(1983) Aces High
(1984)
2 Minutes to Midnight est une chanson du groupe britannique Iron Maiden. Il s'agit du 10e single au total du groupe et 1er single de l'album Powerslave sorti en 1984. Le single est sorti le 6 août 1984 et a atteint la 11e position dans les charts britanniques et la 25e position au Mainstream Rock Tracks chart. La chanson a été écrite et composée par Bruce Dickinson et Adrian Smith.
La chanson fait référence à l'Horloge de la fin du monde qui en septembre 1953 avait atteint 23 heures 58. C'est cette année-là que, à la suite des essais de la Bombe H par les États-Unis et l'Union soviétique, l'horloge a été la plus proche de  minuit.
Le solo de guitare est joué par Dave Murray suivi d'un solo de guitare joué par Adrian Smith.
La première face B du single est une reprise du groupe de Rock progressif Beckett, Rainbow's Gold. Une autre face B est enregistrée, Mission from 'Arry, il s'agit d'un dialogue entre le bassiste Steve Harris et le batteur Nicko McBrain.
Le vidéo-clip de la chanson se retrouve sur le DVD Visions of the Beast. La chanson a été reprise par le groupe Glamour of the Kill sur l'album Maiden Heaven: A Tribute to Iron Maiden sorti par le magazine Kerrang!. The Iron Maidens a également repris ce titre sur leur premier album World's Only Female Tribute to Iron Maiden. La chanson a été incluse dans de nombreux jeux vidéo comme Rock Band, Guitar Hero 5 ou Grand Theft Auto: Vice City.

## Composition du groupe
- Bruce Dickinson – chant
- Steve Harris – basse
- Dave Murray – guitare
- Nicko McBrain – batterie
- Adrian Smith - guitare

## Liste des morceaux
| No | Titre                             | Crédit(s)                     | Durée |
| -- | --------------------------------- | ----------------------------- | ----- |
| 1. | 2 Minutes to Midnight             | Bruce Dickinson, Adrian Smith | 6:04  |
| 2. | Rainbow's Gold (reprise)          | Beckett                       | 4:57  |
| 3. | Mission from 'Arry (conversation) | Steve Harris et Nicko McBrain | 6:43  |